# Metropolitano de Dalian
O Metrô de Dalian (Dalian Qīngguǐ Sānhào大连轻轨三号) é um sistema metropolitano de trânsito na cidade de Dalian, na China. A linha, localmente conhecida como Qinggui # 3 (ferroviários ligeiros linha 3), conecta a Zona de Desenvolvimento de Dalian e Jinshitan com centro da cidade de Dalian. Foi inaugurado em 2003, e está a 49 km (30 milhas) de comprimento e tem 12 estações.
Foram 6 novas estações adicionadas à linha em 28 de dezembro de 2008, ampliando o percurso por 12,83 km (8 mi). Este novo ramo começa às Kāifāqū (开发区) estação e trechos do Noroeste, através Jinzhou (金州), que termina em pouco menos de Pǔlándiàn (普兰店).